# Immortal
Immortal es una banda noruega de black metal fundada en 1990 por el bajista y vocalista Abbath, el batería Armagedda y los guitarristas Demonaz y Jörn Tonsberg en Os, cerca de la ciudad de Bergen —en la que también se formaron bandas como Burzum, Gorgoroth o Taake—. Immortal ha tenido varios cambios en su formación; de hecho, sólo Demonaz ha permanecido en esta desde su fundación, aunque durante dos décadas únicamente como letrista. Tras publicar su álbum debut, Diabolical Fullmoon Mysticism, la banda fue entrevistada por la televisión noruega y desde entonces su popularidad se incrementó tanto que incluso llegó a ser una de las pocas bandas de su género en posicionar uno de sus trabajos en el Billboard 200. 
A pesar de ser uno de los grupos más influyentes del black metal, sus integrantes han rechazado desde sus comienzos clasificar su música en este género musical, pues no se consideran satánicos. En el año 2003, el conjunto anunció su separación, aunque cuatro años más tarde, sus integrantes volvieron a unirse con el bajista Apollyon. Tras una disputa legal por el nombre del conjunto, Abbath abandonó la formación para comenzar su carrera en solitario y desde 2015, Immortal está integrada únicamente por Demonaz y Horgh.

## Historia

### Comienzos (1990-1991)

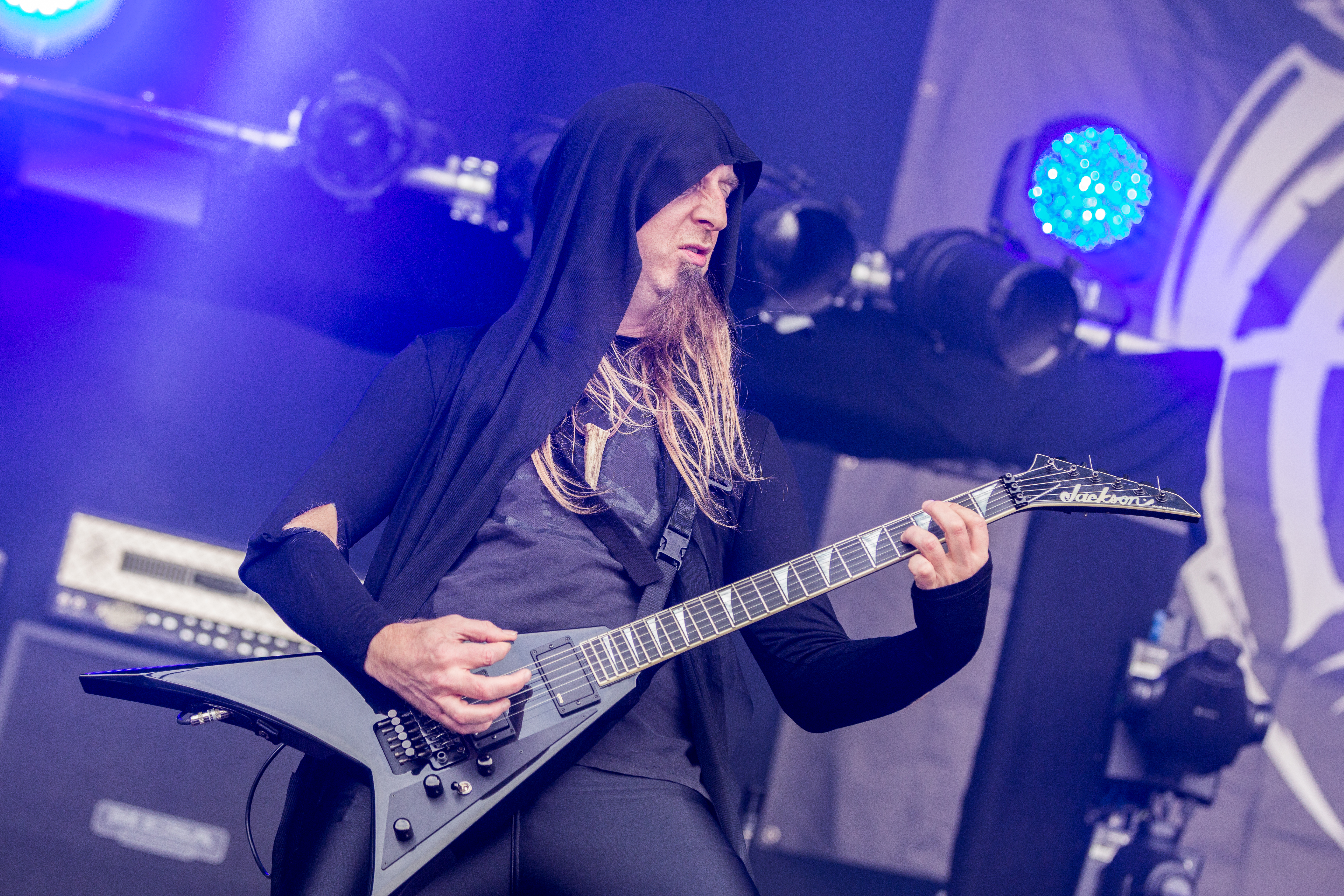
Jörn Tonsberg, en la imagen actuando en 2017, fue el guitarrista original del conjunto.

Immortal fue formada en 1990, tras la disolución del grupo de death metal Amputation. Los guitarristas de ésta, Harald Nævdal y Jörn Tonsberg, decidieron crear una nueva banda con el vocalista y bajista Olve Eikemo, que había formado parte de Old Funeral. El cuarto miembro fue el batería Gerhard Herfindal —conocido como Armagedda—. Nævdal y Eikemo se habían conocido un año antes en Oslo, durante un concierto de Slayer de la gira promocional del álbum South of Heaven. En esa época, Immortal tocaba death metal, similar al interpretado por Amputation.
Al año siguiente, la agrupación publicó su primera y única maqueta, que aunque no tiene título es frecuentemente llamada Suffocate. En aquel momento Eikemo y Nævdal todavía usaban sus nombres auténticos y Armagedda utilizaba el apodo Gaedda. Por su parte, la portada es un dibujo realizado por el vocalista de Mayhem, Dead, titulado The Northern Upir's Death, mientras que el logo fue creador por Jannicke Wiise-Hansen, y llevó a pensar a algunos que la banda era satánica, pues en él aparece una cruz invertida atravesando la letra O. Después de esta primera grabación, Jörn Tonsberg abandonó el grupo para formar Hades Almighty, lo que dejó a la formación establecida como un trío.

### Diabolical Fullmoon Mysticism(1991-1992)
A comienzos de octubre, la banda publicó su primera grabación de estudio, el EP Immortal, a través de la discográfica francesa Listenable y que volvería a ser lanzado en el año 2000 en el recopilatorio True Kings of Norway, junto a otras grabaciones de Emperor, Ancient, Dimmu Borgir y Arcturus. En ese momento, Eikemo y Nævdal comenzaron a utilizar sus nombres artísticos, Abbath Doom Occulta y Demonaz Doom Occulta, que posteriormente quedarían reducidos a Abbath y Demonaz, respectivamente. Al año siguiente, la discográfica Osmose Productions firmó con el conjunto un contrato discográfico.
En julio de 1992 salió a la venta Diabolical Fullmoon Mysticism, su primer álbum de larga duración, en el que las características fundamentales son la brutalidad y velocidad con las que el trío ejecutó las canciones. Junto a At the Heart of Winter, es el único álbum que tiene guitarras acústicas. Tras la publicación del álbum, Armagedda dejó el grupo —según Abbath el motivo fue que el sonido de la agrupación era demasiado rápido para su forma de tocar— y le sustituyó Jan Atle Åserød, conocido como Kolgrim y que había sido compañero de Abbath en Old Funeral y de Demonaz en Amputation.
Diabolical Fullmoon Mysticism proporcionó al grupo una destacada popularidad en el underground, que se vio incrementada con el estreno del vídeo musical de la canción «The Call of the Wintermoon», en el que los tres miembros corren por unas ruinas con su característico corpse paint. Este vídeo y el logo de la banda llevaron a que la prensa de su país la calificara como satánica, aunque estas acusación fue desmentida por el trío en una entrevista de televisión. El grupo incluso rechazó el término black metal y Kolgrim definió su música como holocaust metal.

### Pure Holocaust(1993-1994)

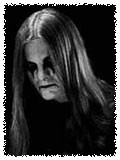
Fotografía de Grim en la portada de Pure Holocaust.

Tras el lanzamiento de su disco debut, el conjunto realizó algunas actuaciones en pequeñas salas de conciertos. Poco después, Kolgrim fue expulsado por no preocuparse en el proyecto. Para resolver el problema con el puesto de batería, Abbath se encargó de tocar este instrumento durante la grabación de su segundo álbum de estudio, Pure Holocaust. Tras terminar la grabación del disco, Immortal contrató al percusionista Erik Brødreskift, conocido como Grim.
Pure Holocaust fue publicado en noviembre de 1993, con una fotografía de la banda en la portada, incluido Grim, que aunque fue acreditado como batería, no participó en la grabación de ninguna canción. En este álbum, Immortal cambió el estilo de su disco anterior, sin incluir ninguna guitarra acústica. Demonaz dijo en una entrevista que «la música es mejor y más rápida. Las letras son mejores y no hemos cometido ninguno de los errores que tuvimos en el primer disco».
El disco fue promocionado con una gira europea con Blasphemy y Rotting Christ llamada Fuck Christ Tour '93. Tras el éxito de esta gira, la banda realizó otra serie de conciertos bajo el nombre Sons of Northern Darkness con Marduk.

### Battles in the North(1995-1996)
En septiembre de 1994, Immortal comenzó a trabajar en su siguiente disco sin Grim, que decidió abandonar la formación. El percusionista fallecería por una sobredosis el 4 de octubre de 1999, después de haber formado parte de bandas como Borknagar o Gorgoroth. De nuevo, Demonaz y Abbath se encontraron con el problema de no tener un batería, así que ambos se encargaron de dicho instrumento para grabar Battles in the North, que salió a la venta el 15 de mayo de 1995.
En una entrevista, Demonaz comentó: «Es nuestro mejor álbum, tiene diez canciones realmente intensas y la producción es exactamente la que estábamos buscando. El sonido es frío, mientras que las letras están inspiradas en demonios y en el reino de Blashyrkh».
Para promocionar el disco, el dúo grabó dos vídeos musicales, «Blashyrkh (Mighty Ravendark)» y «Grim and Frostbitten Kingdoms», ambos incluidos en el VHS Masters of Nebulah Frost. En este último participó el batería de Mayhem, Hellhammer, que continuaría en la banda durante la gira promocional del álbum. En octubre, Immortal participó en una gira europea como acto de apertura de Morbid Angel.

### Blizzard Beasts(1997-1998)

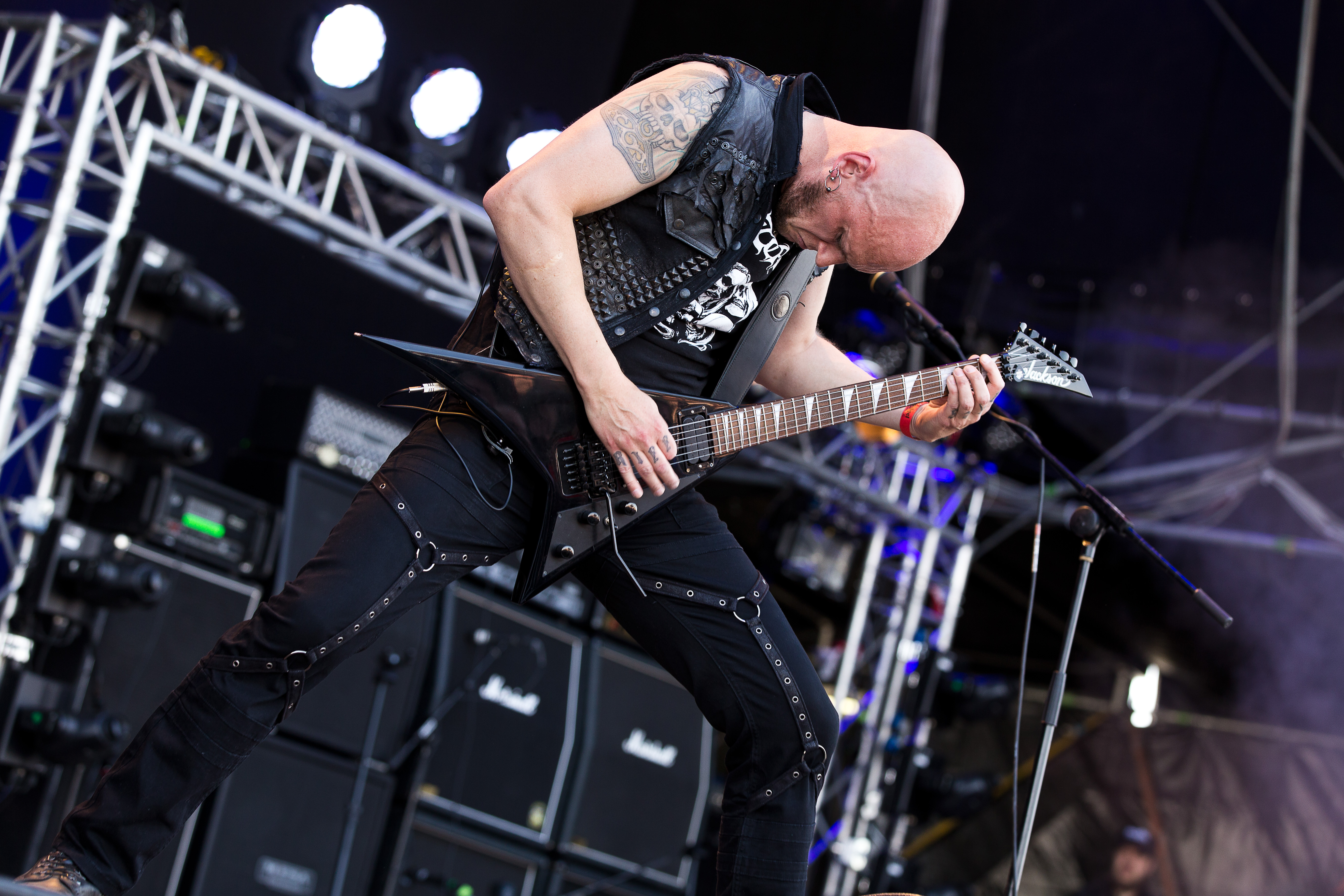
Ares, en la imagen actuando con Aeternus en 2016, fue el bajista del grupo en 1998.

Tras terminar la gira, Hellhammer dejó la banda para centrarse en otros proyectos, por lo que Abbath y Demonaz pusieron un anuncio en un periódico en el que solicitaban un batería. Fue entonces cuando recibieron la llamada de Reidar Horghagen, conocido como Horgh y que fue contratado como nuevo miembro en mayo de 1996. Tres meses después de la contratación del nuevo integrantes, el trío se reunió en los estudios Stigma, para grabar su cuarto álbum de estudio, Blizzard Beasts, que salió a la venta en febrero de 1997. Este fue el último trabajo con Demonaz como guitarrista hasta 2019, que se vio obligado a tomar un descanso en la actividad musical debido a una tendinitis en los brazos. Abbath y Horgh esperaron unos meses a que la situación del guitarrista se solucionara, pero esto no sucedió. Tras su lesión, Demonaz continuó ligado a la banda como letrista de sus posteriores álbumes.
Abbath ocupó el puesto de guitarrista a partir de entonces y contrató a, Ronny Hovland, conocido como Ares, como nuevo bajista. Después de una gira en 1998, la banda ofreció al recién llegado que se quedara como miembro permanente, pero éste rechazó la oferta para centrarse en su banda, Aeternus.

### At the Heart of Winter(1999-2000)
Tras la negativa de Ares, los dos miembros restantes, Abbath y Horgh, publicaron At the Heart of Winter en febrero de 1999, la grabación tuvo lugar en los estudios Abyss de Peter Tägtgren. El disco mostró un gran cambio en comparación con sus anteriores trabajos y recibió elogios por muchos críticos por su fusión de black con thrash metal. El logo de la banda también fue cambiado por uno más sencillo y por primera vez la portada no mostraba a la agrupación, sino a un paisaje mitológico dominado por un castillo. Abbath explicó que por aquel entonces decidió no representar una imagen de la banda porque ésta era «inexistente e incompleta». El álbum aumentó su número de aficionados e hizo de Immortal una de las bandas de black metal más populares.
Tras contribuir con una versión de la canción «To Walk the Infernal Fields» al álbum tributo a Darkthrone, Darkthrone Holy Darkthrone, Immortal volvió a la actividad en directo con un nuevo bajista, Stian Smørholm, conocido como Iscariah.

### Damned in Black(2000-2001)
Su sexto álbum de estudio, Damned in Black, salió a la venta en abril de 2000. Este sería su último trabajo publicado a través de Osmose Productions, pues en noviembre, el conjunto firmó un contrato con la discográfica alemana Nuclear Blast. Para promocionar el disco, la banda realizó una gira norteamericana con Angel Corpse, Satyricon y Krisiun. Por otra parte, los tres integrantes aprovecharon para trabajar en otros proyectos musicales; Horgh se unió como batería en directo a Pain, Abbath colaboró con el proyecto Det Hedenske Folk e Iscariah grabó las pistas de bajo del álbum Ceremony in Flames de Wurdulak.
Ese mismo año, el grupo contribuyó con una versión de «From the Dark Past» al álbum tributo a Mayhem, Originators of the Northern Darkness. Al año siguiente, Damned in Black ganó el premio Alarm al mejor álbum de metal.

### Sons of Northern Darkness(2002-2003)

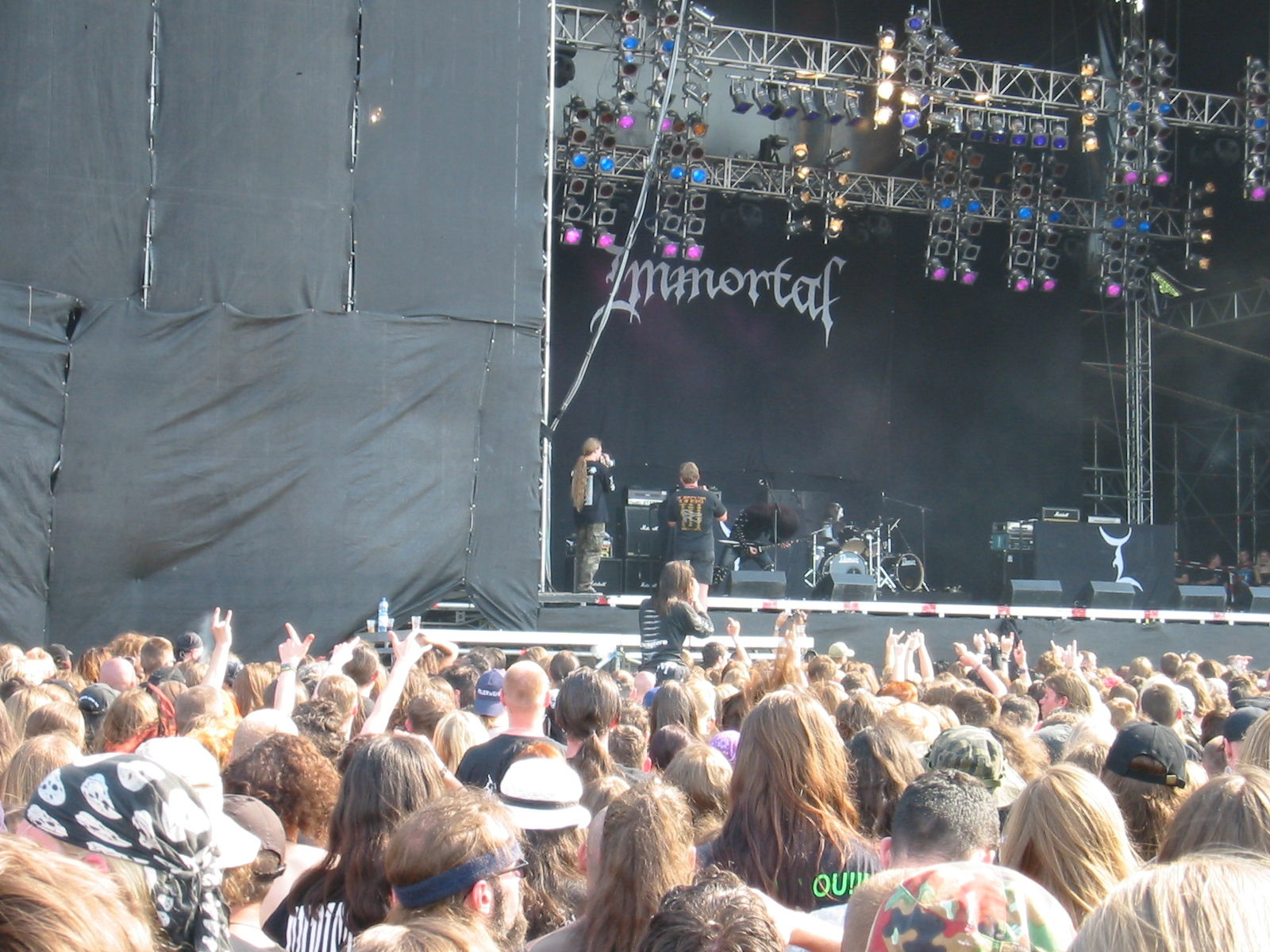
Immortal en el Wacken Open Air de 2002.

En septiembre de 2001, Immortal volvió a los estudios Abyss con el productor Peter Tägtgren para comenzar la grabación de su siguiente trabajo, Sons of Northern Darkness, que fue editado en febrero de 2002. El álbum fue publicado en una edición limitada en caja de metal, que se agotó rápidamente. Entre marzo y abril, participaron en el festival europeo No Mercy, organizado por la revista Rock Hard, compartiendo escenario con bandas como Vader, Hypocrisy, Malevolent Creation o Deströyer 666. Tras terminar la gira, actuaron como teloneros de Manowar en algunos conciertos en Estados Unidos, pero sin Iscariah que abandonó el grupo después de tres años para unirse a Necrophagia y fundar Dead to this World. El bajista emitió un comunicado diciendo: «Seguí mi instinto y dejé Immortal. Esta banda ha sido mi vida durante los tres últimos años y ahora me encuentro como si me estuviera divorciando. El grupo se está haciendo cada vez más famoso y eso significa una dedicación completa al mismo. Immortal ya ha contratado a un nuevo bajista, que realizará la gira europea y otras actuaciones. Somos optimistas sobre su capacidad y estoy seguro que será un bajista permanente. La banda revelará su nombre en los próximos días. Aprovecho para saludar a mis hermanos y desearles lo mejor para el futuro».
Después de contratar a Yngve Liljebäck, conocido como Saroth, como nuevo bajista, Abbath participó como músico invitado en el álbum Death Cult Armageddon de Dimmu Borgir.
A comienzos de 2003, Sons of Northern Darkness fue nominado a los premios noruegos Spellemann y Alarm, aunque el ganador de ambos fue Volcano  de Satyricon. En julio, poco después de que Horgh e Iscariah se volvieran a encontrar en la banda Grimfist, comenzaron los rumores de que Immortal iban a separarse. Aunque al principio Nuclear Blast negó los rumores, pocas horas después los miembros del grupo hicieron oficial su disolución.

### Proyectos paralelos y reformación (2004-2007)

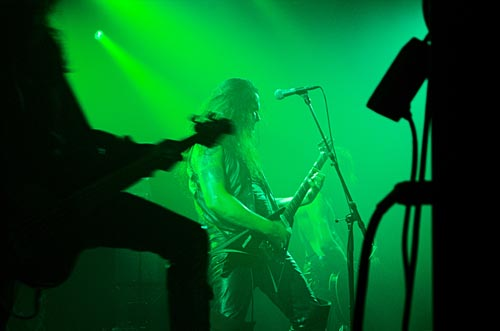
Abbath actuando con su banda I en el festival Hole in the Sky.

Tras la separación de Immortal sus miembros continuaron trabajando en otros proyectos musicales. Horgh, el más activo del trío, se unió a Hypocrisy, además de continuar en Pain y Grimfist. Abbath por su parte colaboró como músico invitado en el álbum Isa de Enslaved y junto a Demonaz fundó el supergrupo I con el guitarrista de Enslaved Arve Isdal, el bajista de Gorgoroth King ov Hell y el batería original de Immortal, Armagedda. I publicó su álbum debut, Between Two Worlds, en noviembre de 2006.
En junio de ese mismo año, Abbath dijo en una entrevista para Rock Hard que había estado hablando con Horgh y Demonaz sobre una posible reunión de la banda; poco después se dieron a conocer algunas fechas en directo en la web oficial de Nuclear Blast. El puesto de bajista fue ocupado por Apollyon (Ole Jørgen Moe) de Aura Noir. Según Abbath, Iscariah se interesó en la reunión cuando se enteró de que podía obtener ganancias y no fue aceptado en la banda.
El resultado de la reunión fue la gira 7 Dates of Blashyrkh Tour, formada por los siguientes conciertos: Inferno Metal Festival en Oslo, Hellfest en Clisson, Tuska Festival en Helsinki, BB King's en Nueva York, The Avalon en Los Ángeles, Metal Camp en Tolmin y el Wacken Open Air.

### All Shall Fall(2008-2013)

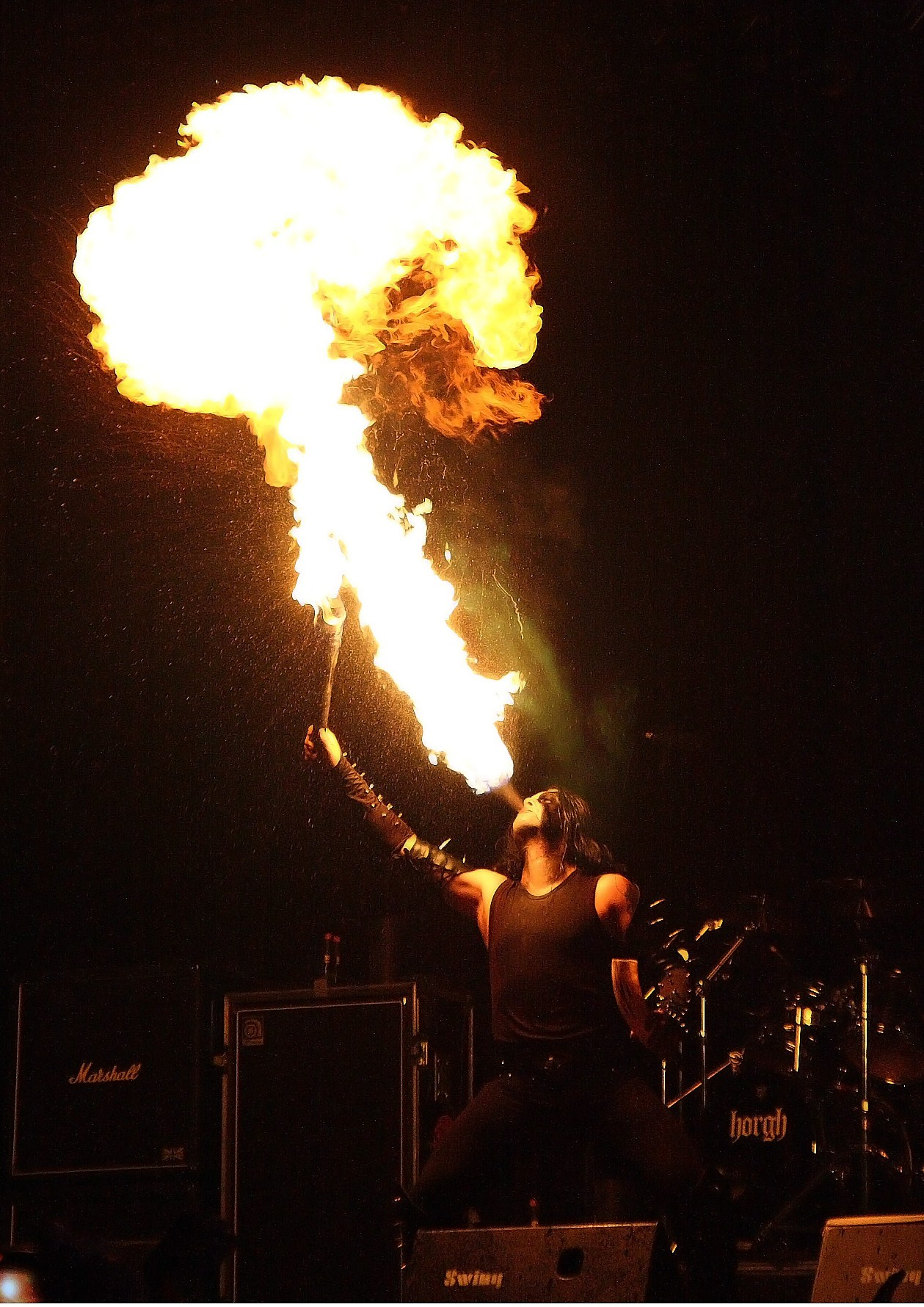
Abbath durante la actuación de Immortal en el MetalWay de 2009.

Tras terminar la gira y realizar varios conciertos, Immortal comenzó a ensayar y componer nuevo material para el que sería su octavo álbum de estudio. En abril entraron en los estudios Grieghallen y Abyss para comenzar la grabación. Un mes más tarde anunciaron que ya habían completado la grabación del álbum y que tenían elegido un nombre, All Shall Fall.
All Shall Fall fue publicado en septiembre de 2009 y es hasta la fecha su álbum más exitoso, alcanzando el Top 50 en países como Noruega, Finlandia, Suecia, Suiza, Francia y Alemania, además de entrar por primera vez en el Billboard 200, en la posición 162, lo que convirtió a Immortal en una de las pocas bandas de black metal en conseguirlo hasta aquel entonces.
El 9 de enero del año siguiente realizaron un concierto exclusivo en su ciudad de origen, Bergen, y que fue el comienzo de la gira promocional de All Shall Fall. En marzo realizaron una gira norteamericana con el nombre de Blashyrkh in North America. Ese mes, All Shall Fall fue nominado a los premios Spellemann en la categoría de mejor álbum de metal, sin embargo pocas horas después la banda rechazó la nominación. Demonaz explicó los motivos:

Siempre hemos sido una banda polémica y no nos vemos como una banda ganadora de premios. No dejaremos que la industria musical noruega nos dé una palmada en el hombro, somos una banda para los fans. En 2001 aceptamos el Premio Alarm porque los ganadores son votados por el público.

En febrero, los lectores de la revista Terrorizer eligieron el «regreso de Immortal» como la noticia musical más importante del año. La banda no ganó en ninguna otra categoría, pero Abbath fue elegido el cuarto mejor vocalista, All Shall Fall segundo mejor disco e Immortal la quinta mejor banda. En junio, Immortal recibió el premio Metal Hammer Golden Gods en la categoría de mejor banda underground.
En agosto de ese año publicaron su primer DVD oficial, The Seventh Date Of Blashyrkh, grabado en el festival de Wacken de 2007. Immortal publicó en su página web un vídeoclip inédito de la canción «Unsilent Storms in the North Abyss», grabado con dos cámaras en 1993 y con Grim como batería. El 3 de septiembre fue publicado el vídeo de la canción «All Shall Fall» en su página web, el primer videoclip de Immortal en quince años.
Immortal fue anunciada como cabeza de cartel de la última edición del festival Hole in the Sky que se celebró en agosto de 2011. La banda compartió escenario con los otros «reyes del black metal noruego»: Satyricon, Enslaved y Mayhem.

### Disputa por el nombre y salida de Abbath (2014-2016)
En diciembre de 2014, Abbath trató de apropiarse del nombre y el logo del grupo, algo que fue detenido por el abogado de Demonaz y Horgh, que reclamaban su repartición a partes iguales. En su defensa, el vocalista alegó que pensaba que ambos habían abandonado la formación después de decidir tomarse un descanso y dejar de pagar el local de ensayo, y destacó que Demonaz no tocaba la guitarra desde su lesión y que Horgh simplemente tocaba la batería. Abbath señaló además que como músico profesional depende de los ingresos de Immortal y que debido a su contrato con Nuclear Blast debe enviar a la discográfica alemana un nuevo álbum de estudio que según él fue grabado con otros músicos.
Finalmente, en marzo de 2015, Abbath anunció su salida de la banda y que comenzaría su carrera en solitario con el lanzamiento de su álbum debut.

### Northern Chaos Gods(2015-presente)
Tras el abandono de Abbath, Demonaz y Horgh comenzaron a trabajar en un nuevo disco en agosto de 2015, que no estaría completado hasta enero de 2018. El álbum, titulado Northern Chaos Gods, supuso el primer trabajo sin Abbath y también el primero con el productor Peter Tägtgren como bajista.

## Temática y música

### Blashyrkh
Blashyrkh es un reino de ficción, utilizado con frecuencia en las letras de las canciones, los videoclips y las portadas de los álbumes. Está dominado por un dios con forma de cuervo gigante llamado «Mighty Ravendark». La letra de la canción «At the Heart of Winter» hace mención de esto:

Blashyrkh, poderoso sea tu nombre, reino victorioso que creamos completamente con fuerza y orgullo. Tú estás en el corazón del invierno.

La estatua observa el reino. Tus gigantescas alas hacen todo indigno. Miro al trono del cuervo. Sé que estoy en el corazón del invierno.

Iscariah, el bajista en Damned in Black y Sons of Northern Darkness, dijo en una entrevista: «Para nosotros Blashyrkh es un lugar secreto que pocas personas conocen. Hemos mantenido este tema lírico porque Blashyrkh es todo para Immortal». Demonaz, el autor de la mayoría de las letras, explicó las razones que le llevaron a elegir la temática de Blashyrkh: «No quería escribir letras sobre política o religión, tampoco sobre Satanás. Quería que las letras y la música se combinaran para crear una atmósfera».

### Estilo musical

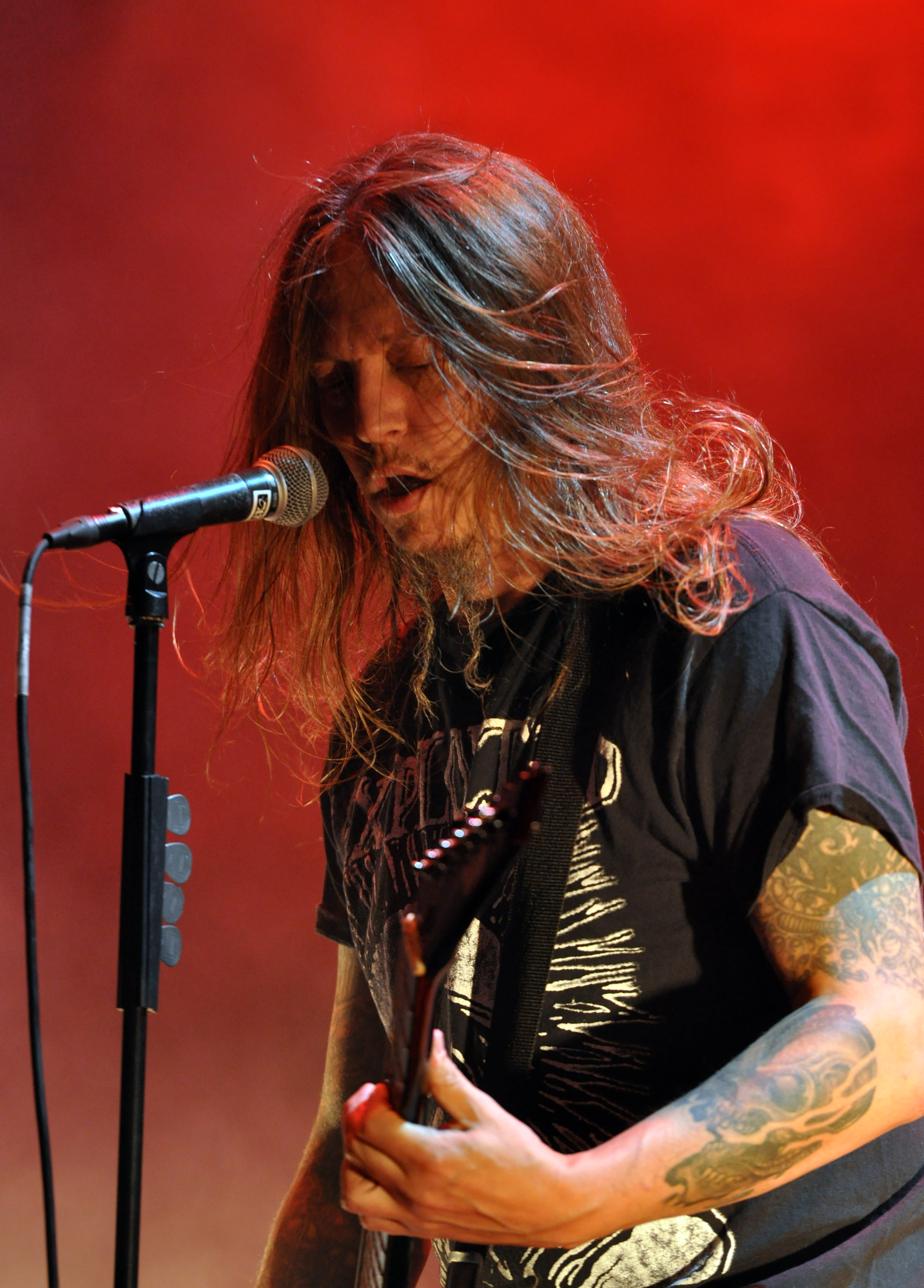
La producción de Peter Tägtgren fue bien recibida por la crítica.

El estilo musical de Immortal ha cambiado varias veces a lo largo de su carrera. Su primer álbum, Diabolical Fullmoon Mysticism, es generalmente considerado como un disco inseguro e inmaduro, por ejemplo, por el crítico John Serba de la web Allmusic. El álbum presenta algunas características que difieren de muchos grupos de black metal de la época, como el uso de guitarras acústicas lentas y atmosféricas, así como una mayor presencia de melodía. A pesar de que este trabajo está orientado al death metal, contiene algunas de las canciones más populares de su primera época como «The Call of the Wintermoon» o «A Perfect Vision of the Rising Northland». El disco, sin embargo, recibió algunas críticas positivas, como por ejemplo en el libro Metallus. El libro del Heavy Metal, en el cual se afirma que «es crudo e impreciso, y dio nuevo vida al black metal. Los rugidos en “Call of the Wintermoon” y “Unholy Forces of Evil” son ya de antología».
Su siguiente álbum, Pure Holocaust mostró una clara mejoría, y fue descrito por Allmusic como «oscuro, técnico y de gran potencia». Además la revista de heavy metal Chronicles of Chaos lo incluyó en la lista de los diez álbumes de black metal más influyentes de todos los tiempos. La consagración definitiva llegó con su tercer álbum, Battles in the North, considerado por muchos como uno de sus mejores trabajos y del black metal en general. Musicalmente el álbum es muy extremo, con gran presencia de gritos y blast beat. El disco obtuvo cinco estrellas de cinco posibles en la crítica de Metallus, que elogió las canciones «Battles in the North», «Grim and Frostbitten Kingdoms» y «Blashyrkh (Mighty Ravendark)» que «forman parte de la historia de black metal».
Dos años más tarde llegó Blizzard Beasts, a menudo considerado como su peor trabajo, tanto que fue descrito como un disco decepcionante. El principal problema radica en la producción del álbum, que era muy dura y la vez poco pulida; pero también la falta de originalidad, sin embargo el álbum contiene buenas canciones como «Mountains of Might», que algunos califican como un anticipo del thrash metal que se llevaría a cabo en el siguiente álbum. La revista Chronicles of Chaos, no obstante, asignó al disco un 8 sobre 10, destacando la fuerte orientación al death metal y gran influencia de los primeros Morbid Angel, sobre todo en las guitarras.
El quinto álbum, At the Heart of Winter, mostró un cambio de estilo, en parte debido a la ausencia del guitarrista Demonaz. El estilo del álbum es completamente diferente, más progresivo y épico, caracterizado por la fusión del thrash metal alemán y frecuentes cambios de tiempo. Además, el disco fue producido por Peter Tägtgren, quien garantizó un sonido mucho más limpio y denso.
At the Heart of Winter a menudo es considerada como la obra maestra de la carrera de Immortal.
El siguiente álbum, Damned in Black, fue elogiado por la crítica, tanto que John Serba de Allmusic comentó: «Immortal continúa a través de paisajes congelados para convertirse en la banda de black metal más importante e inspirada». También está considerado como uno de los álbumes más extremos de la banda, con una mayor frecuencia de blast beats y algunas referencias a sus primeros trabajos. Otro elemento destacado es el trabajo de Peter Tägtgren, que asegura una producción limpia y eficaz.
El séptimo trabajo de Immortal, Sons of Northern Darkness, publicado en 2002, está considerado como uno de los mejores trabajos de la banda. Allmusic lo definió como «probablemente uno de los mejores álbumes de black metal publicados» y «una obra maestra para cualquier fan de black metal».
El primer álbum después de la reunión del grupo fue All Shall Fall, que fue bien recibido por la mayoría de los críticos. Allmusic lo calificó como uno de los mejores álbumes de metal de 2009 y elogió los diversos aspectos del sonido de la banda, incluyendo la producción, solos de guitarra, estilo de los tambores y ritmos, en algunos casos también influenciado por post-punk. El crítico Chad Bowar de About.com elogió el álbum, que en su opinión «muestra exactamente por qué son uno de los grupos más importantes de la historia del black metal». Bowar destacó la producción de Tägtgren, describiéndola como la mejor en la carrera de Immortal.
En Pitchork Media, dieron al disco una puntuación de 7.1 sobre 10, elogiando la producción y la técnica de Abbath y Horgh, que habían aumentado respecto al pasado.

## Influencia

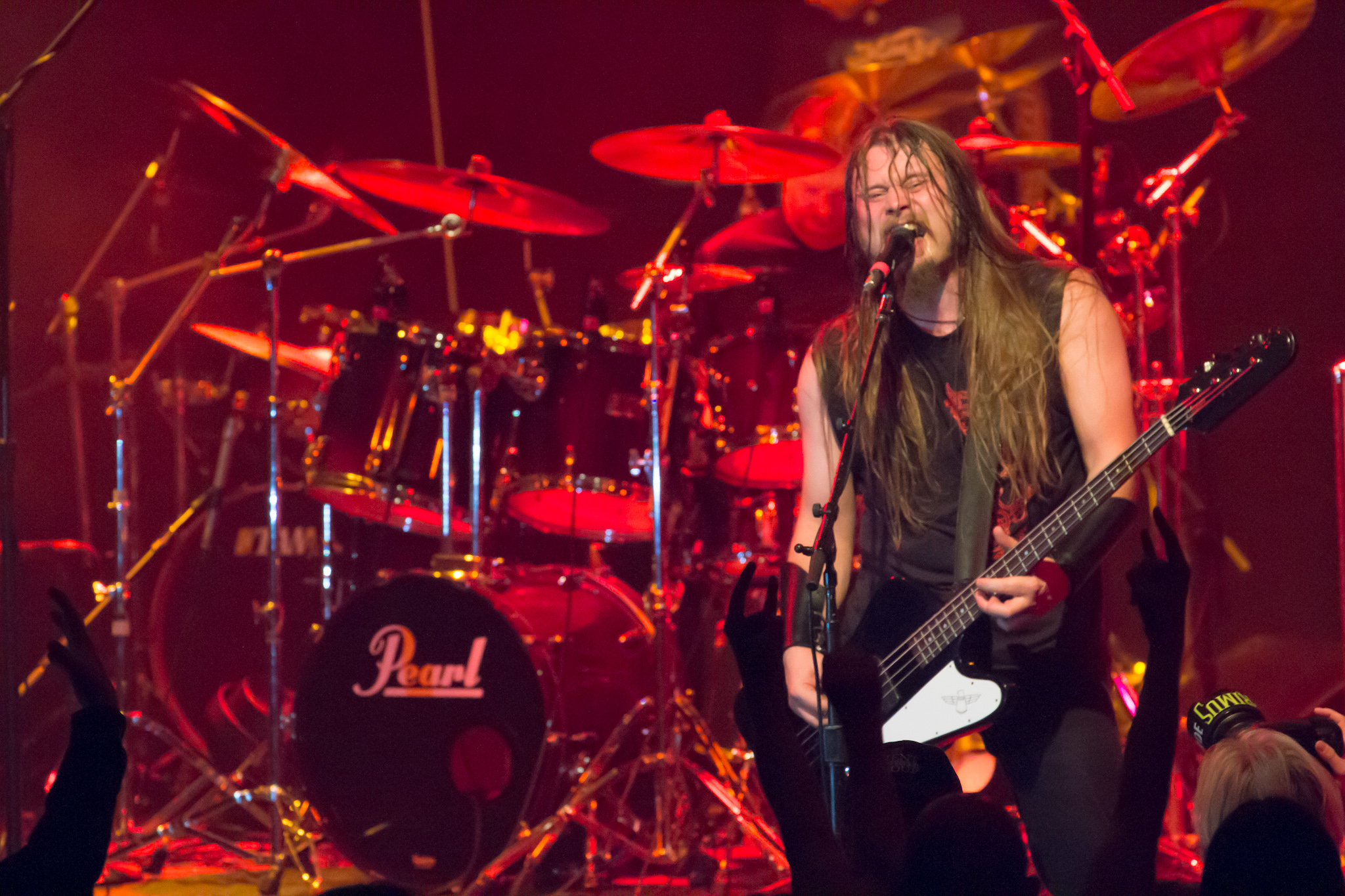
Enslaved, en la imagen actuando en 2012, tomó su nombre de la canción de Immortal «Enslaved in Rot».

Immortal forma parte de la «segunda ola del black metal», creada por Mayhem en 1987 y desarrollada por grupos noruegos como Satyricon, Darkthrone, Emperor, Burzum, Gorgoroth y los propios Immortal.
Varios grupos han sido influenciados por Immortal, como por ejemplo la banda de viking metal Enslaved, que tomó su nombre de la canción «Enslaved in Rot» incluida en la demo del grupo. Otros grupos que han tenido a Immortal como influencia son Alastor, Burzum y Satyricon. Según el crítico Dan Marsicano de About.com «Immortal ha influenciado a numerosas bandas desde su formación», mientras que Daniel Bukszpan, en su libro The Encyclopedia of Heavy Metal escribió que «cualquiera que esté interesado en el black metal debe comprarse al menos uno de sus cuatro primeros álbumes».
En 2005, la discográfica Townsend Avalanche Music publicó un álbum tributo llamado Epimythion - Tribute to Immortal, con la participación de Sunn O))), Beyond Dawn, Endwarfment, Vreid, Tragedy Begins, Zweizz, Keep of Kalessin, Enthroned, Aura Noir, Funeral Procession y Seth.

## Miembros
- Horgh – batería (1996-2003, 2006-actualidad)

Miembros anteriores
| - Abbath – voz (1990-2003, 2006-2015), guitarra (1997-2003, 2006-2015), bajo (1990-1998) y batería (1993, 1995) - Armagedda – batería (1990-1992) - Jörn Tonsberg – guitarra (1990-1991) - Kolgrim – batería (1992) - Grim – batería (1993-1994) | - Hellhammer – batería (1995) - Ares – bajo (1998) - Iscariah – bajo (1999-2002) - Saroth – bajo (2002-2003) - Apollyon – bajo (2006-2015) - Demonaz – guitarra (1990-1997, 2015-actualidad) y voz (2015) |

## Discografía
- 1992: Diabolical Fullmoon Mysticism
- 1993: Pure Holocaust
- 1995: Battles in the North
- 1997: Blizzard Beasts
- 1999: At the Heart of Winter
- 2000: Damned In Black
- 2002: Sons of Northern Darkness
- 2009: All Shall Fall
- 2018: Northern Chaos Gods
- 2023: War Against All

## Premios y nominaciones
Premio Spellemann
| Año  | Trabajo nominado          | Categoría            | Resultado | Ref.    |
| ---- | ------------------------- | -------------------- | --------- | ------- |
| 2003 | Sons of Northern Darkness | Mejor álbum de metal | Nominado  | [ 102 ] |
| 2010 | All Shall Fall            | Mejor álbum de metal | Rechazado | [ 103 ] |

Premio Alarm
| Año  | Trabajo nominado          | Categoría            | Resultado | Ref.    |
| ---- | ------------------------- | -------------------- | --------- | ------- |
| 2001 | Damned In Black           | Mejor álbum de metal | Ganador   | [ 104 ] |
| 2003 | Sons of Northern Darkness | Mejor álbum de metal | Nominado  | [ 105 ] |

Metal Hammer Golden Gods
| Año  | Categoría               | Resultado | Ref.   |
| ---- | ----------------------- | --------- | ------ |
| 2010 | Mejor banda underground | Ganador   | [ 65 ] |